# وادي الخيل
وادي الخيل هي منطقة فلاحية صغيرة، تضمّ قرابة 500 ساكن. وهي منطقة فاصلة بين ولاية تطاوين ومدنين. تبعد 15 كلم على مدينة غمراسن و30 كلم على ولاية تطاوين، تتميز بتضاريسها الجبليّة الوعرة. يعتمدون سكانها على تربية الماشية والفلاحة السقوية. تعدّ من أهمّ المناطق الغنيّة بحجارة الرّخام الجيّد. تتميّز بمناخ صحراوي جاف حيث تكون الأمطار نادرة على كامل السنة.

## الجغرافيا والتاريخ
يوجد بين سلسلة جبال مطماطة. يعبره وادي كبير ويتميز بشعابه العميقة حيث تتنوّع فيه الحيوانات والنّباتات البرّية.

ووجد فيه في الأونة الأخيرة أثار لديناصورات وبقايا لهياكل عظمية متحجرة، ووجد أيضا أصداف بحرية متعددة الأنواع متحجرة مما يدل على إمكانية وجود بحر في هذه المنطقة في العصور القديمة.

## السكان
يبلغ متساكني وادي الخيل حوالي 500 نسمة لكن يوجد نسبة أخرى من السكان يقيمون في الخارج ويعودون فقط لإمضاء العطلة الصيفية في تونس.

## السياحة
تقام بها بعض المسابقات الدولية رالي موتور في مسالكها الجبلية الرائعة.